# Castillo de Masino
El Castillo de Masino (Castello di Masino en italiano) en Caravino, Italia, fue la residencia principal de los condes Valperga di Masino por diez siglos. Hasta el Renacimiento estuvo defendido por altos muros e imponentes torres de guardia, después demolidos para dar lugar a espléndidos y monumentales jardines, típicos de la Italia aristocrática. Todo el edificio está literalmente recubierto de frescos, muebles de refinadísima factura y es sede de un museo de carrozas del siglo XVII realmente extraordinario. Actualmente el castillo es administrado por el Fondo Ambiente Italiano y está inscrito en el circuito de los castillos del Canavese.

## Historia
El castillo fue construido en el siglo XI por deseo de la familia Valperga, que se decía descendiente del rey Arduino de Ivrea. A causa de su posición estratégica, la fortaleza fue escenario de numerosas batallas entre varias familias nobles de la época (los Saboya, los Acaia, los Visconti y los mismos condes de Masino) que luchaban por el dominio de la zona del Canavese. En el siglo XVI el castillo fue demolido y reconstruido totalmente por los franceses, y convertido en vivienda señorial. En 1652 fue asediado y tomado por las tropas de Luis de Benavides Carrillo, marqués de Caracena, gobernador español de Milán, que atravesaron el Piamonte hasta Turín. En el siglo XVIII fue enriquecido con decoraciones neoclásicas. A la muerte en 1988 de la última habitante del castillo, que fue Vittoria Leumann, esposa del conde Cesare Valperga, su hijo Luigi Valperga di Masino cedió el castillo al Fondo Ambiente Italiano.